# Джойс, Грэм
Грэм Джойс (англ. Graham Joyce; 22 октября 1954, Кересли, Ковентри — 9 сентября 2014) — английский писатель, чьи произведения относятся к промежуточному жанру между хоррором, современным фэнтези и традиционной литературой. Четыре раза становился лауреатом Британской премии фэнтези.

## Биография
Грэм Джойс родился в 1954 году в семье английского шахтера близ Ковентри. Обучался в колледже «Bishop Lonsdale», в 1980 году закончил Лестерский университет, защитив магистерскую диссертацию по творчеству Томаса Пинчона. На протяжении восьми лет работал в организации «National Association of Youth Clubs», занимающейся перевоспитанием трудных подростков. В 1988—1989 годах жил на греческом острове Лесбос, где написал свою первую книгу — «Dreamside», путешествовал по Ближнему Востоку, затем вернулся в Лестер (Англия), где и приступил к профессиональной писательской деятельности. Грэм Джойс жил со своей женой Сюзанной Джонсон и двумя детьми в Лестере, и преподавал писательское мастерство в университете «Nottingham Trent». У Джойса диагностировали лимфому в 2013 году. Он умер 9 сентября 2014 года в возрасте 59 лет.

## Творчество
Грэм создавал произведения на стыке жанров фэнтези, научной фантастики, ужасов и мейнстрима, варьируя в широком диапазоне тематику и сеттинг, но отдавая предпочтение психологическим, метафизическим и сверхъестественным аспектам повествования. Часть критиков склонна относить творчество Грэма Джойса к так называемому «магическому реализму» и усматривает признаки влияния латиноамериканских писателей Габриэля Гарсии Маркеса и Хулио Кортасара, хотя сам Грэм считал себя последователем английских писателей жанра «weird tale» (таких как Артур Мэкен и Алджернон Блэквуд). В интервью журналу «Locus» Грэм признался, что стремится кардинально менять тематику каждой новой книги, при этом строго сохраняя баланс между рациональным и иррациональным.
Романы:
- 1991 Dreamside
- 1992 Тёмная сестра / Dark Sister
- 1993 Дом утраченных грёз / House of Lost Dreams
- 1995 Реквием / Requiem
- 1996 Зубная Фея / The Tooth Fairy
- 1997 Скоро будет буря / The Stormwatcher
- 1999 Индиго / Indigo
- 2001 Курение мака (Красные маки - в издании серии Азбука-классика) / Smoking Poppy
- 2002 Правда жизни / The Facts of Life
- 2005 Там, где кончается волшебство / The Limits of Enchantment
- 2008 Как подружиться с демонами / Ascent of Demons [= Memoirs of a Master Forger, How to Make Friends with Demons]
- 2008 The Exchange
- 2010 Безмолвная земля[7] / The Silent Land
- 2012 Как бы волшебная сказка / Some Kind of Fairy Tale

Повести и рассказы:
- 1992 Last Rising Sun
- 1992 Monastic Lives
- 1992 The Careperson
- 1992 Under the Pylon
- 1993 Gap Sickness
- 1993 The Apprentice
- 1993 The Ventriloquial Art
- 1994 Eat Reecebread // Соавтор: Питер Гамильтон
- 1994 Horrograph
- 1994 The Reckoning
- 1995 Black Ball Game
- 1996 A Tip from Bobby Moore
- 1996 Phantom Beach
- 1997 The Web: Spiderbite
- 1997 Белое вещество / The White Stuff // Соавтор: Питер Гамильтон
- 1998 As Seen on Radio
- 1998 Incident in Mombassa
- 1998 Pinkland
- 1998 The Mountain Eats People [= The Mountain Kills People]
- 1998 The Stormwatcher [выдержки из романа Скоро будет буря]
- 1999 Candia
- 1999 Leningrad Nights
- 2000 Partial Eclipse
- 2000 Xenos Beach
- 2001 Black Dust
- 2001 First, Catch Your Demon
- 2002 Мальчик из Ковентри / The Coventry Boy
- 2003 Tiger Moth
- 2005 March
- 2007 The Last Testament of Seamus Todd

Книги для детей:
- 2005 TWOC
- 2006 Do the Creepy Thing
- 2008 Three Ways to Snog an Alien

## Награды и премии
Подавляющее большинство произведений Грэма номинировалось на самые престижные премии в мире НФ и фэнтези. Романы «Dark Sister», «Requiem», «Зубная Фея» («The Tooth Fairy») и «Indigo» были удостоены «August Derleth Award» («Лучший роман года» по версии ассоциации «British Fantasy Society»). Критики особо выделяют романы «Правда жизни» («The Facts of Life») (получивший премии «World Fantasy» и «Imaginaire») и «Курение мака» («Smoking Poppy») (во время написания этого романа, Джойс провёл две недели в Таиланде, исследуя быт племён, занимающихся выращиванием опийного мака). Рассказы Грэма появлялись в составе антологий «Darklands 2», «Eurotemps» и «In Dreams» и авторского сборника «Partial Eclipse and Other Stories».
- British Fantasy Award, 1992 // Роман — Премия им. Августа Дерлета (Best Novel (the August Derleth Award))

—> Тёмная сестра (1992)
- British Fantasy Award, 1995 // Роман — Премия им. Августа Дерлета (Best Novel (the August Derleth Award))

—> Реквием (1995)
- British Fantasy Award, 1996 // Роман — Премия им. Августа Дерлета (Best Novel (the August Derleth Award))

—> Зубная Фея / The Tooth Fairy (1996)
- British Fantasy Award, 1999 // Роман — Премия им. Августа Дерлета (Best Novel (the August Derleth Award))

—> Индиго (1999)
- World Fantasy Award, 2003 // Роман (Novel)

—> Правда жизни / The Facts of Life (2002)

## Коллаборации

### Музыка
Грэм Джойс стал соавтором текстов французской певицы и композитора Эмили Симон в ее альбомах The Big Machine (2009) and Franky Knight (2011).

### Игры
16 января 2009 сайт Computer and Video Games сообщил, что Грэм Джойс был нанят Software для «развития сюжетного потенциала» игры Doom 4.